# Farnos Dezső
Farnos Dezső (Kolozsvár, 1860. augusztus 5. – Nagyenyed, 1922. március) tanár, irodalomtörténész.

## Életpályája
Gyermekkorát Székelykocsárdon töltötte. A kolozsvári egyetemen szerzett magyar–német nyelv és irodalomból tanári oklevelet 1883-ban. Ezután hosszabb külföldi tanulmányutat tett Berlinben és Bayreuthban. 1884-től a nagyenyedi evangélikus református gimnázium (Bethlen Kollégium) magyar-német szakos tanára volt. 1890-től a sepsiszentgyörgyi Székely Mikó Kollégiumban tanított. 1897-től ismét a Bethlen Kollégium könyvtárosa volt.
A Petőfi-irodalom egyik úttörője. Zenével is foglalkozott. Felelős szerkesztője volt az Erdélyi Hírlapnak, tagja volt az Országos Tanári Egyesületnek, a sepsiszentgyörgyi Testgyakorló Egyletnek, az EMKÉ-nek, az Erdélyi Kárpát-Egyesület Háromszék vármegyei osztályának, a Sepsiszentgyörgy Siculia nevű műkedvelő egyesületének. Barátja volt Áprily Lajosnak és Szentimrei Jenőnek.
Sírja a nagyenyedi református temető tanári sírkertjében van.

## Művei
- Aesthetikai tanúságok Petőfi költészetéből (Lugos, 1884)
- Petőfiana évkönyv (Kolozsvár, 1889)
- Kritikai észrevételek Petőfi eltűnésének irodalmához (Kolozsvár, 1889)
- Háromszék vármegye időjárásáról (tanulmány, 1899)
- A Rákóczi-korszak művelődéstörténeti fellángolása (Nagyenyed, 1903)